# 皮利亞夫齊
49°34′45″N 27°23′40″E / 49.57917°N 27.39444°E
皮利亞夫卡（烏克蘭語：Пилявка）是位於烏克蘭西部的村莊，由赫梅利尼茨基州裡赫梅利尼茨基區的舊西尼亞瓦市鎮負責管轄。該村面積2.35平方公里，海拔高度317米，2001年人口585，人口密度每平方公里249.3人。